# Zhuravliovka (Krasnodar)
Zhuravliovka (del ruso: Журавлёвка) es un jútor del raión de Kalíninskaya del krai de Krasnodar de Rusia. Está situado en la orilla izquierda del río Ponura, un afluente del delta del río Kirpili, frente a Kalíninskaya y 55 km al noroeste de Krasnodar, la capital del krai. Tenía 543 habitantes en 2010.
Pertenece al municipio Dzhumailovskoye.